# Жуйков, Сергей Фёдорович
Сергей Фёдорович Жуйков (1911—1993) — советский учёный-психолог, доктор психологических наук (1976).
Специалист в области педагогической психологии, автор концепции усвоения грамматических знаний. Автор более 50 научных трудов (включая учебники и монографии), часть из которых переведена на иностранные языки.

## Биография
Родился 3 октября 1911 года в деревне Жуйково Вятской губернии, позже — Вавожского района Удмуртской АССР, ныне не существует.
Нначинал свою трудовую деятельность землеустроителем. Служил в РККА, куда был призван в 1933 году. Участник Великой Отечественной войны, служил в войсках НКВД.
Демобилизовавшись из армии, три года про учился в Московском институте философии, литературы и истории, затем экстерном окончил филологический факультет Московского государственного университета. Свой трудовой путь продолжил в Институте психологии Академии педагогических наук РСФСР. В 1948 году защитил кандидатскую диссертацию, в 1975 году — докторскую диссертацию на тему «Психологические основы оптимизации обучения младших школьников родному языку».
С. Ф. Жуйков создал новую, психологически обоснованную систему обучения русскому языку в начальной школе. Под его руководством защищено более 10 кандидатских диссертаций.
Был членом КПСС. Награждён многими медалями, в числе которых «За оборону Москвы» и «За победу над Германией в Великой Отечественной войне 1941—1945 гг.», а также знаком «Отличник просвещения СССР».
Умер 8 сентября 1993 года в Москве.